# Salme
Salme - okręg miejski w Estonii, w prowincji Sarema. Ośrodek administracyjny gminy Salme.
W latach 2008 i 2010 w miejscowości odnaleziono szczątki dwóch łodzi i umieszczony w nich skandynawski pochówek 41 rosłych mężczyzn, pochodzących z okolic jeziora Melar w dzisiejszej Szwecji. Polegli oni w walce około 750 roku naszej ery i zostali pogrzebani z darami grobowymi w postaci rytualnie zniszczonej broni, przedmiotów luksusowych i ofiarowanych zwierząt.